# Публий Луций Коскониан
Публий Луций Коскониан (на латински: Publis Lucius Cosconianus) е политик и сенатор на Римската империя през 2 век.
През 125 г. Коскониан е суфектконсул заедно с Марк Акцена Вер.